# Abdou Harroui
Abdou Harroui (en arabe : عبدو هروي), de son nom complet Abdoulrahmane Harroui (en arabe : عبد الرحمن هروي), né le 13 janvier 1998 à Leyde (Pays-Bas), est un footballeur néerlando-marocain qui évolue au poste de milieu central à l'Hellas Verona.

## Biographie

### En club

#### Formation au Sparta Rotterdam (2014-2021)
Abdou Harroui naît à Leyde au sein d'une famille marocaine originaire du village El Aïoun Sidi Mellouk. Jouant régulièrement au football dans son quartier, son père l'inscrit à l'âge de douze ans dans le club amateur du LV Roodenburg. Il passe également par les clubs de l'UVS Leiden et des Alphense Boys avant d'intégrer la formation du Sparta Rotterdam.
Le 24 février 2018, il fait ses débuts professionnels avec l'équipe A du Sparta Rotterdam, à l'occasion d'un match à l'extérieur face à l'AZ Alkmaar (défaite, 2-1). Il inscrit son premier but en Eredivisie le 9 août 2019, lors de la réception du VVV Venlo (victoire 4-1). 
Ayant un rôle important dans le système 4-4-2 du Sparta, le joueur est régulièrement titularisé pour son engagement dans le jeu. Lors de la première partie de saison 2020-2021, il se met en évidence en inscrivant cinq buts en championnat.

#### US Sassuolo (depuis 2021)
En août 2021, il est prêté pour la durée d'une saison à l'US Sassuolo en Serie A. Il porte le numéro 20.
Le 17 septembre 2021, il dispute son premier match en championnat au Mapei Stadium - Città del Tricolore face au Torino FC en entrant en jeu à la 75ème minute à la place de Davide Trafessi (défaite, 0-1). Quatre jours plus tard, le 21 septembre, il entre à nouveau en jeu à la 80ème minute à la place de Francesco Magnanelli face à l'Atalanta Bergame Calcio (défaite, 2-1).
Le 19 janvier 2022, il inscrit son premier but avec Sassuolo en qualifiant son équipe en quarts de finale de la Coupe d'Italie face à Cagliari Calcio (victoire, 1-0).

### Carrière internationale
Natif des Pays-Bas mais d'origine marocaine, Abdou Harroui est éligible pour représenter l'équipe du Maroc et celle des Pays-Bas. Il reçoit plusieurs sélections en équipe des Pays-Bas, dans les catégories de jeunes.
Le 18 août 2019, il est présélectionné par Patrice Beaumelle avec le Maroc olympique pour une double confrontation contre l'équipe du Mali olympique comptant pour les qualifications à la Coupe d'Afrique des moins de 23 ans.
Le 29 novembre 2019, il déclare lors d'une interview avoir été courtisé par la fédération marocaine, afin de porter les couleurs du Maroc. Le jeune néerlando-marocain dit préférer continuer sa campagne des qualifications à l'Euro espoirs 2021 avant de trancher définitivement pour les Pays-Bas ou le Maroc.
Avec les espoirs néerlandais, il se met en évidence en inscrivant un but contre la Biélorussie, le 4 septembre 2020. Ce match gagné sur le très large score de 0-7 rentre dans le cadre des éliminatoires de l'Euro espoirs 2021 (en). Le 31 mai 2021, il délivre une passe décisive lors des quarts de finales de l'Euro espoirs 2021 contre l'équipe de France espoirs (victoire, 2-1). Le 3 juin, il est éliminé en demi-finales de la compétition contre l'Allemagne espoirs (défaite, 1-2).
Le 15 août 2021, il déclare après une interview d'après-match, de discuter avec sa famille pour une possible convocation avec l'équipe du Maroc en septembre. Le 30 septembre 2021, son nom apparaît dans la liste des joueurs retenus par Vahid Halilhodžić pour trois matchs de qualification à la Coupe du monde 2022.

## Statistiques
| Saison                | Club                       | Championnat           | Championnat | Championnat | Coupe(s) nationale(s) | Coupe(s) nationale(s) | Barrages | Barrages | Total | Total |
| Saison                | Club                       | Division              | M.          | B.          | M.                    | B.                    | M.       | B.       | M.    | B.    |
| 2016-2017             | Jong Sparta Rotterdam (nl) | Tweede Divisie (en)   | 20          | 1           | -                     | -                     | -        | -        | 20    | 1     |
| 2017-2018             | Jong Sparta Rotterdam (nl) | Tweede Divisie (en)   | 25          | 9           | -                     | -                     | -        | -        | 25    | 9     |
| Sous-total            | Sous-total                 | Sous-total            | 45          | 10          | -                     | -                     | -        | -        | 45    | 10    |
| 2017-2018             | Sparta Rotterdam           | Eredivisie            | 1           | 0           | -                     | -                     | 1        | 0        | 2     | 0     |
| 2018-2019             | Sparta Rotterdam           | Eerste Divisie (en)   | 35          | 4           | 1                     | 2                     | 4        | 2        | 40    | 8     |
| 2019-2020             | Sparta Rotterdam           | Eredivisie            | 26          | 4           | -                     | -                     | -        | -        | 26    | 4     |
| 2020-2021             | Sparta Rotterdam           | Eredivisie            | 32          | 6           | 1                     | 0                     | 1        | 0        | 34    | 6     |
| 2021-2022             | Sparta Rotterdam           | Eredivisie            | 1           | 0           | -                     | -                     | -        | -        | 1     | 0     |
| Sous-total            | Sous-total                 | Sous-total            | 95          | 14          | 2                     | 2                     | 6        | 2        | 103   | 18    |
| 2021-2022             | US Sassuolo (prêt)         | Serie A               | 22          | 0           | 2                     | 1                     | -        | -        | 24    | 1     |
| 2022-2023             | US Sassuolo                | Serie A               | 23          | 2           | 1                     | 0                     | -        | -        | 24    | 2     |
| Sous-total            | Sous-total                 | Sous-total            | 45          | 2           | 3                     | 1                     | 0        | 0        | 48    | 3     |
| 2023-2024             | Frosinone Calcio           | Serie A               | 12          | 3           | 3                     | 1                     | -        | -        | 15    | 4     |
| Sous-total            | Sous-total                 | Sous-total            | 12          | 3           | 3                     | 1                     | 0        | 0        | 15    | 4     |
| Total sur la carrière | Total sur la carrière      | Total sur la carrière | 197         | 29          | 8                     | 4                     | 6        | 2        | 211   | 35    |

## Palmarès

### En club
| Sparta Rotterdam - Championnat des Pays-Bas D2 - Champion en 2019 (en) |